# Glee: The Music, Volume 5
Glee: The Music, Volume 5 é o sexto álbum de banda sonora do elenco da série de televisão de comédia Glee, exibida nos Estados Unidos pela rede de televisão FOX Broadcasting Company. Lançado a 8 de Marco de 2011 pela editora discográfica Columbia Records, foi produzido executivamente por Dante DiLoreto e Brad Falchuk. Em adição a quatorze versões cover da sua segunda temporada, contém duas das primeiras canções originais da série. A primeira destas, "Get It Right." (2011), foi composta especificamente para Lea Michele, e a outra, "Loser Like Me" (2011), é uma música cantada por todo o grupo e composta pelo compositor sueco Max Martin. Todas as faixas do álbum foram lançadas como singles e conseguiram atingir boas posições em tabelas musicais nacionais.

## Antecedentes e desenvolvimento

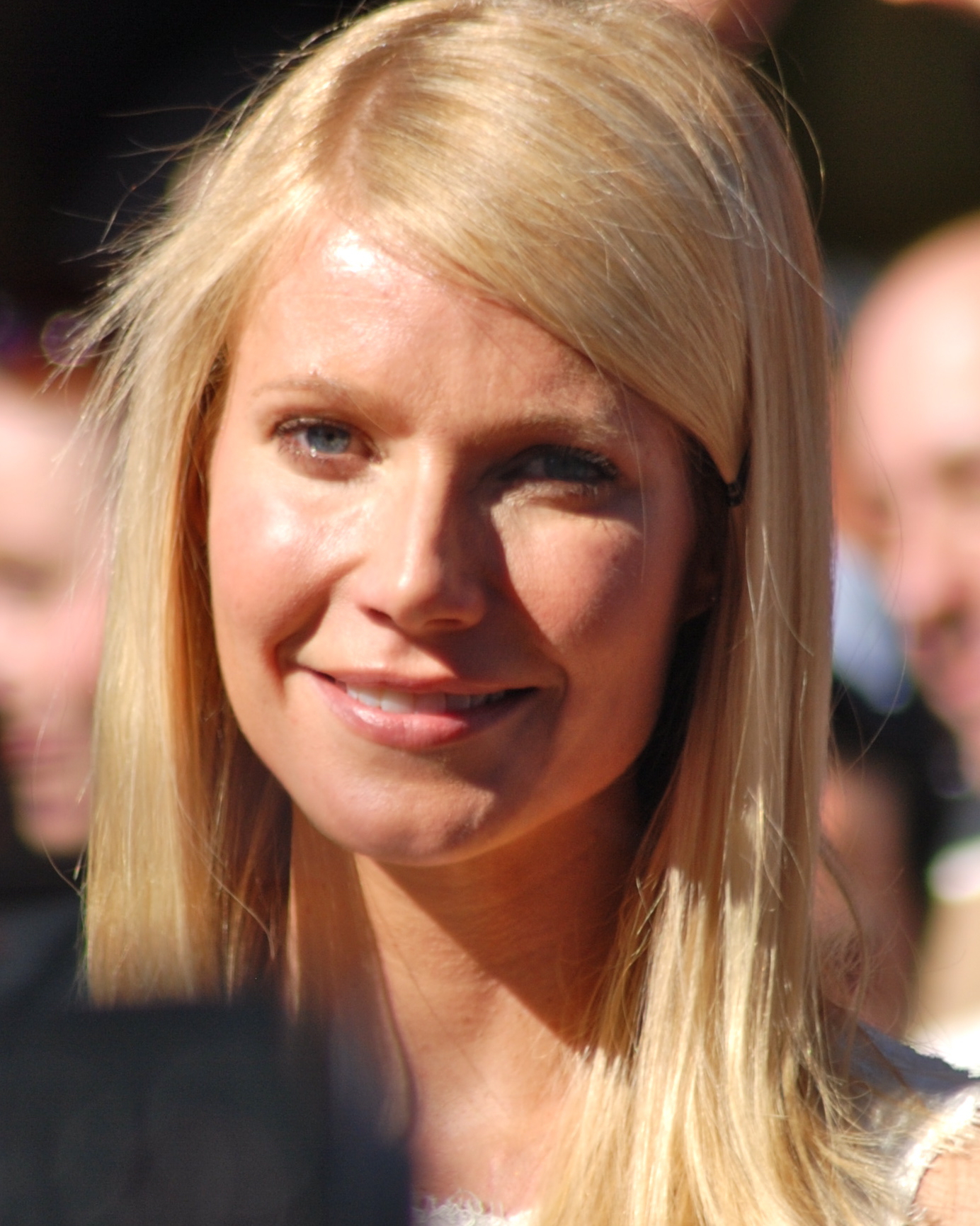
A actriz norte-americana Gwyneth Paltrow fez uma participação em três faixas de Glee: The Music, Volume 5.

Glee: The Music, Volume 5 apresenta as músicas que foram interpretadas desde o episódio posterior à emissão do Super Bowl, "The Sue Silvester Shuffle". A actriz norte-americana Gwyneth Paltrow, que fez uma participação em um episódio onde interpretou uma versão cover de "Forget You!" (2011) de Cee Lo Green, retornou para três canções adicionais. Glee: The Music, Volume 5, anunciando em uma conferência de imprensa ocorrida a 22 de Fevereiro de 2011, apresenta as primeiras obras originais da série. "Loser Like Me" é interpretada pelo clube glee principal, New Directions, com Lea Michele e Cory Monteith, intérpretes dos personagens Rachel Berry e Finn Hudson, respectivamente, liderando os vocais. Descrito pelo supervisor da música da série, Adam Anders, como um "êxito de verão de ritmo muito acelerado", a canção foi co-escrita pelo compositor e produtor musical sueco Max Martin, conhecido pelo seu trabalho com muitos artistas de música pop. Tendo feito versões de muitas canções co-escritas por Martin em Glee, incluindo de artistas como Britney Spears e Kelly Clarkson, Anders sentiu que foi apropriado ter o envolvimento de Martin. De acordo com a base de dados da American Society of Composers, Authors and Publishers (ASCAP), co-escritores na canção incluem Anders, Peer Åström, Savan Kotecha e Johan Schuster. A segunda canção, "Get It Right.", é uma balada especificamente inspirada por e composta para Michele por Anders, o seu companheiro de composição, e a sua esposa. Ambas músicas estrearam no programa de rádio da personalidade Ryan Seacrest, On Air with Ryan Seacrest, a 25 de Fevereiro de 2011, e foram interpretadas no episódio "Original Song", exibido a 15 de Março de 2011. "Loser Like Me" também teve uma data de lançamento para as estações de rádio: 1 de Março de 2011, para as rádios contemporary hit radio e adult contemporary.

## Recepcão da crítica profissional
Andrew Leahey, para o sítio musical Allmusic, avaliou Glee: The Music, Volume 5 com duas estrelas e meia a partir de uma escala de cinco, elogiando a primeira faixa, "Thriller/Heads Will Roll", bem como as participações de Paltrow. Contudo, ele encontrou monotonia na mistura convencional de Glee de música popular e show tunes, até mesmo com duas faixas originais. Jody Rosen, para a revista Rolling Stone, deu a "Loser Like Me" uma avaliação de quatro estrelas a partir de uma escala de cinco, e achou que a sua mensagem relacionava-se bem com o tema da série.

## Singles
Todas as músicas do álbum foram lançadas como singles, disponíveis para download digital. A canção "Thriller/Heads Will Roll" atingiu a sua posição mais alta na Austrália, onde se posicionou no décimo sétimo posto. "Loser Like Me" atingiu as suas posições mais altas nos EUA e Canadá, nos números seis e nove, respectivamente. Duas faixas do álbum alcançaram posições mais altas que as originais na tabela musical americana Billboard Hot 100. A versão cover da canção "SING" atingiu o número quarenta e nove, enquanto a original da banda My Chemical Romance se posicionou no número cinquenta e oito. "Take Me or Leave Me", do musical Rent, atingiu o seu pico na posição cinquenta e um, enquanto a versão da sua adaptação para o cinema de 2005 nem sequer conseguiu entrar na tabela, se posicionando no número vinte e cinco da Bubbling Under Hot 100 Singles.

## Alinhamento de faixas
A lista de faixas do álbum foi lançada pela editora a 22 de Fevereiro de 2011.
| Versão padrão  |                                                                         |                                                                                                   |                                                          |         |  |
| N.º            | Título                                                                  | Compositor(es)                                                                                    | Intérprete(s)                                            | Duração |  |
| 1.             | "Thriller/Heads Will Roll"                                              | Rod Temperton/Brian Chase, Karen Orzolek, Nick Zinner                                             | Kevin McHale, Naya Rivera, Cory Monteith                 | 3:36    |  |
| 2.             | "Need You Now"                                                          | Charles Kelley, Hillary Scott                                                                     | L. Michele, Mark Salling                                 | 3:37    |  |
| 3.             | "She's Not There"                                                       | Rod Argent                                                                                        | C. Monteith                                              | 2:28    |  |
| 4.             | "Fat Bottomed Girls"                                                    | Brian May                                                                                         | Mark Salling                                             | 4:12    |  |
| 5.             | "P.Y.T. (Pretty Young Thing)"                                           | James Ingram, Quincy Jones                                                                        | K. McHale, Harry Shum Jr.                                | 3:56    |  |
| 6.             | "Firework"                                                              | Tor Eric Hermansen, Mikkel Storleer Eriksen, Katheryn Elizabeth Hudson, Ester Dean, Sandy Wilheim | L. Michele                                               | 3:47    |  |
| 7.             | "Baby"                                                                  | Christopher Bridges, Christine Flores, Christopher Stewart, Terius Nash, Justin Bieber            | Chord Overstreet                                         | 3:35    |  |
| 8.             | "Somebody to Love"                                                      | Heather Bright, Ray Romulus, Jeremy Reeves, Jonathan Yip, J. Bieber                               | Chord Overstreet, K. McHale                              | 3:10    |  |
| 9.             | "Take Me or Leave Me"                                                   | Jonathan Larson                                                                                   | Amber Riley, L. Michele                                  | 3:11    |  |
| 10.            | "SING"                                                                  | Gerard Way, Ray Toro, Mikey Way, Frank Iero                                                       | L. Michele, C. Monteith, Jane Lynch                      | 4:03    |  |
| 11.            | "Don't You Want Me"                                                     | Philip Oakey                                                                                      | Darren Criss, L. Michele                                 | 3:33    |  |
| 12.            | "Do You Wanna Touch Me (Oh Yeah)" (com participação de Gwyneth Paltrow) | Gary Glitter, Mike Leander                                                                        | Gwyneth Paltrow                                          | 3:36    |  |
| 13.            | "Kiss"                                                                  | Prince                                                                                            | G. Paltrow, Matthew Morrison                             | 3:37    |  |
| 14.            | "Landslide" (com participação de Gwyneth Paltrow)                       | Stevie Nicks                                                                                      | G. Paltrow, Heather Morris, N. Rivera                    | 3:46    |  |
| 15.            | "Get It Right."                                                         | Adam Anders, Nikki Hassman, Peer Åström                                                           | L. Michele                                               | 3:47    |  |
| 16.            | "Loser Like Me"                                                         | A. Anders, P. Åström, Savan Kotecha, Max Martin, Johan Schuster                                   | L. Michele, C. Monteith, M. Salling, N. Rivera, A. Riley | 3:19    |  |
| Duração total: | Duração total:                                                          | Duração total:                                                                                    | Duração total:                                           | 57:13   |  |

| Edição do Reino Unido e Brasil |                                                       |                                                                   |                                                          |         |  |
| N.º                            | Título                                                | Compositor(es)                                                    | Intérprete(s)                                            | Duração |  |
| 1.                             | "Thriller/Heads Will Roll"                            | R. Temperton/B. Chase, K. Orzolek, N. Zinner                      | L. Michele, K. McHale, N. Rivera, C. Monteith            | 3:36    |  |
| 2.                             | "Need You Now"                                        | C. Kelley, H. Scott]]                                             | L. Michele, M. Salling                                   | 3:37    |  |
| 3.                             | "She's Not There"                                     | Rod Argent                                                        | C. Monteith                                              | 2:28    |  |
| 4.                             | "Fat Bottomed Girls"                                  | Brian May                                                         | M. Salling                                               | 4:12    |  |
| 5.                             | "P.Y.T. (Pretty Young Thing)"                         | J. Ingram, Q. Jones]]                                             | K. McHale, H. Shum, Jr.                                  | 3:56    |  |
| 6.                             | "Firework"                                            | T. E. Hermansen, M. S. Eriksen, K. E. Hudson, E. Dean, S. Wilheim | L. Michele                                               | 3:47    |  |
| 7.                             | "Baby"                                                | C. Bridges, C. Flores, C. Stewart, T. Nash, J. Bieber             | Chord Overstreet                                         | 3:35    |  |
| 8.                             | "Somebody to Love"                                    | H. Bright, R. Romulus, J. Reeves, J. Yip, J. Bieber               | Chord Overstreet, K. McHale                              | 3:10    |  |
| 9.                             | "Take Me or Leave Me"                                 | J. Larson                                                         | A. Riley, L. Michele                                     | 3:11    |  |
| 10.                            | "SING"                                                | G. Way, R. Toro, M. Way, F. Iero                                  | L. Michele, C. Monteith, J. Lynch                        | 4:03    |  |
| 11.                            | "Don't You Want Me"                                   | Philip Oakey                                                      | Darren Criss, L. Michele                                 | 3:33    |  |
| 12.                            | "Kiss"                                                | Prince                                                            | G. Paltrow, M. Morrison                                  | 3:37    |  |
| 13.                            | "Landslide" (com participação de Gwyneth Paltrow)     | S. Nicks                                                          | G. Paltrow, H. Morris, N. Rivera                         | 3:46    |  |
| 14.                            | "Afternoon Delight" (com participação de John Stamos) | Bill Danoff                                                       | Jayma Mays, Mark Salling, L. Michele, Dianna Agron       | 3:11    |  |
| 15.                            | "Get It Right."                                       | A. Anders, N. Hassman, P. Åström                                  | L. Michele                                               | 3:41    |  |
| 16.                            | "Loser Like Me"                                       | A. Anders, P. Åström, S. Kotecha, M. Martin, J. Schuster          | L. Michele, C. Monteith, M. Salling, N. Rivera, A. Riley | 3:19    |  |
| Duração total:                 | Duração total:                                        | Duração total:                                                    | Duração total:                                           | 57:13   |  |

## Créditos
Os seguintes créditos foram adaptados do encarte do álbum.
| - Dianna Agron – vocais - Adam Anders – arranjamento, edição digital, engenharia, produção, arranjos vocais, vocais - Alex Anders – edição digital, engenharia, produção vocal, vocais - Nikki Anders – arranjos vocais, vocais - Rod Argent – composição - Peer Åström – arranjos, engenharia, mixagem, produção - Kala Balch – vocais - Dave Bett – direcção artística - PJ Bloom – supervisão musical - Christopher Bridges – composição - Ravaughn Brown – vocais - Geoff Bywater – supervisão musical - Deyder Cintron – assistência de engenharia, edição digital - Chris Colfer – vocais - Kamari Copeland – vocais - Darren Criss – vocais - Tim Davis – arranjos vocais, vocais - Dante Di Loreto – produção executiva - Mikkel Storleer Eriksen – composição - Brad Falchuk – produção executiva - Chris Feldman – direcção artística - Christine Flores – composição - Serban Ghenea – mixagem - Gary Glitter – composição - Heather Guibert – coordenação - Missi Hale – vocais - Jon Hall – vocais - Tor Eric Hermansen – composição - James Ingram – composição - Fredrik Jansson – assistência de engenharria - Quincy Jones – composição - Tobias Kampe-Flygare – assistência de engenharria - Charles Kelley – composição - Jonathan Larson – composição - Mike Leander – composição | - Storm Lee – vocais - David Loucks – vocais - Jane Lynch – vocais - Meaghan Lyons – coordenação - Dominick Maita – masterização - Chris Mann – vocais - Max Martin – producer - Brian May – composição - Jayma Mays – vocais - Kevin McHale – vocais - Lea Michele – vocais - Cory Monteith – vocais - Heather Morris – vocais - Matthew Morrison – vocais - Ryan Murphy – produção - My Chemical Romance – composição - Stevie Nicks – composição - Philip Oakey – composição - Chord Overstreet – vocais - Katy Perry – composição - Ryan Petersen – assistência de engenharia - Prince – composição - Nicole Ray – coordenação da produção - Jeremy Reeves – composição - Amber Riley – vocais - Naya Rivera – vocais - Mark Salling – vocais - Drew Ryan Scott – vocais - Hillary Scott – composição - Onitsha Shaw – vocais - Shellback – composição, produção - Jenny Sinclair – coordenação - Christopher Stewart – composição - Jenna Ushkowitz – vocais - Windy Wagner – vocais - Joe Wohlmuth – assistência de engenharia |

## Desempenho nas tabelas musicais
Inicialmente prevista para vender cerca de 75 mil exemplares, Glee: The Music, Volume 5 vendeu 90 mil unidades em sua primeira semana de comercialização nos Estados Unidos, estreando no terceiro lugar da tabela musical Billboard 200. O álbum estreou no número trinta e cinco na Nova Zelândia, e na semana seguinte, subiu para o número três. Na Austrália, estreou na primeira posição, tornando-se o segundo álbum do elenco a atingir o pico nessa posição, seguindo Glee: The Music, Volume 3 Showstoppers (2010). No Canadá, a banda sonora estreou no terceiro posto, vendendo 5.7 mil cópias em sua segunda semana de lançamento. O álbum estreou na quinta colocação da tabela musical da Irlanda a 14 de Abril de 2011.
| País — Tabela musical (2011)                                            | Melhor posição |
| ----------------------------------------------------------------------- | -------------- |
| Austrália — ARIA Charts                                                 | 1              |
| Canadá — Canadian Albums Chart (Billboard)                              | 3              |
| Estados Unidos — Billboard 200                                          | 3              |
| Estados Unidos — Top Soundtracks (Billboard)                            | 1              |
| França — Syndicat National de l'Édition Phonographique                  | 100            |
| Irlanda — Irish Albums Chart                                            | 5              |
| México — Asociación Mexicana de Productores de Fonogramas y Videogramas | 85             |
| Nova Zelândia — Recording Industry Association of New Zealand           | 3              |
| Países Baixos — MegaCharts                                              | 27             |
| Reino Unido — UK Albums Chart (The Official Charts Company)             | 4              |

| Região — Associação   | Certificação |
| --------------------- | ------------ |
| Austrália — ARIA      | Ouro         |
| Nova Zelândia — RIANZ | Ouro         |

## Histórico de lançamento
Glee: The Music, Volume 5 foi lançado a 8 de Março de 2011 na Austrália, França e Nova Zelândia sob o formato download digital, e no mesmo dia no Canadá e Estados Unidos nos formatos digital e físico. Três dias depois, foi ré-lançado na Austrália no formato físico. A 11 de Abril e 18 de Outubro de 2011, foi lançado no Reino Unido e Itália, respectivamente, nos formatos físico e digital.
| Região         | Data                  | Formato              | Editora discográfica |
| -------------- | --------------------- | -------------------- | -------------------- |
| Austrália      | 8 de março de 2011    | Download digital     | Columbia Records     |
| Canadá         | 8 de março de 2011    | CD, download digital | Columbia Records     |
| França         | 8 de março de 2011    | Download digital     | Columbia Records     |
| Nova Zelândia  | 8 de março de 2011    | Download digital     | Columbia Records     |
| Estados Unidos | 8 de março de 2011    | CD, download digital | Columbia Records     |
| Austrália      | 11 de março de 2011   | CD                   | Columbia Records     |
| Reino Unido    | 11 de abril de 2011   | CD, download digital | Columbia Records     |
| Itália         | 18 de outubro de 2011 | CD, download digital | Columbia Records     |